# 廃帝 (北斉)
廃帝（はいてい）は、北朝北斉の第2代皇帝。姓名は高 殷（こう いん）。文宣帝高洋の長男。

## 生涯
天保元年（550年）に北斉が建国されると、皇太子に立てられた。聡明で漢家の学問に通じたが、父の文宣帝には自分に似ていないとして疎まれた。天保9年（558年）、諸儒を集めて『孝経』を講義した。文宣帝が金鳳台に登ったとき、高殷に手ずから囚人を斬らせようとしたが、高殷は難色を示して斬らなかった。このことに激怒した文宣帝が高殷を鞭打つと、高殷は吃音となり、精神にも障害を負った。
天保10年（559年）10月に文宣帝が崩御すると、晋陽の宣徳殿で皇帝に即位した。楊愔・燕子献・宋欽道らの輔弼を受けた。11月、斛律金を左丞相、常山王高演を太傅、長広王高湛を太尉、段韶を司徒にそれぞれ任じた。乾明元年（560年）2月、高演を太師とし、高湛を大司馬に任じた。高演は詔と偽って楊愔や燕子献らを斬り、大丞相となって権力を握った。8月、太皇太后の令により高殷は廃位されて、済南王に降封された。
皇建2年（561年）9月、晋陽で扼殺された。享年17。

## 宗室

### 后妃
- 李難勝（李祖娥の姪）
- 鄭氏

## 伝記史料
- 『北斉書』巻五 帝紀第五
- 『北史』巻七 斉本紀中第七